# Bluebird (Buffalo Springfield)
Bluebird is een lied van Buffalo Springfield dat werd geschreven door Stephen Stills. Het werd in 1967 op een single uitgebracht met Mr. Soul op de B-kant. Daarnaast verscheen het dat jaar op het album Buffalo Springfield again. De single bereikte nummer 58 in de Billboard Hot 100.
Het is een liefdeslied met een psychedelische songtekst. Het werd veel door de band gespeeld en wordt tot de beste nummers van de band gerekend. Het kent verschillende tempo's en er is ondersteuning van de elektrische gitaar van Neil Young waarbij overgegaan wordt naar een banjopartij uit de bluegrass. Het is een van de eerste liedjes van Stills waarbij de gitaar gestemd is in D modaal (mountain mirror).
Er verschenen enkele covers van andere artiesten, waaronder van de James Gang (Yer' album, 1969) en Bonnie Raitt (Bonnie Raitt, 1971). Ook bracht Stills het in 2012 nog een keer met Crosby, Stills & Nash uit op een muziekvideo.